# Fronteira
Fronteira este un oraș în Minas Gerais (MG), Brazilia.